# Svatopluk Samek
Svatopluk Samek (4. července 1885 Český Krumlov – 17. února 1957 Praha) byl bankovní úředník, sběratel exlibris, novoročenek, drobné grafiky a jihočeský patriot. Aktivně pracoval ve Spolku sběratelů a přátel exlibris a v pražských spolcích Kleť a Kroužek rodáků a přátel Českého Krumlova.

## Život
Narodil se jako Svatopluk Antonín Všehrd Samek 4. července 1885 v Českém Krumlově  na Latránu č. 80 v rodině Jana Samka, knihvedoucího Českokrumlovské záložny a matky Karolíny, rozené Korbelové. V Českém Krumlově absolvoval německou obchodní školu a poté gymnázium v Českých Budějovicích. Zaměstnán byl u Živnobanky ve Vídni a posléze v Praze ve funkci prokuristy. Zde se také oženil  a s rodinou až do své smrti bydlel v Praze-Podolí. Celý život byl vášnivým sběratelem exlibris a jihočeským, zejména českokrumlovským patriotem. Byl členem, ale i funkcionářem Spolku sběratelů a přátel exlibris (archivář, místopředseda a v letech 1941–1944 a 1946–1955 též předseda spolku). Do SSPE vstoupil na doporučení PhDr. Jaromíra Malého. Často navštěvoval Český Krumlov a obec Římov, kde se setkávali výtvarníci a sběratelé exlibris na statku u bibliofila Aloise Dyka. Zemřel 17. února 1957 v Praze.

## Dílo
Sbíral zejména exlibris Obrázky popisoval a zakládal do obálek. Sbírka obsahuje kolem 13 000 obrázků, které byly zpracovány a zveřejněny v elektronickém katalogu Jihočeské vědecké knihovny v Českých Budějovicích. Jeho další sbírky výstřižků a drobných tisků jsou uloženy v Jihočeském muzeu v Českých Budějovicích.